# 377. strelska divizija (ZSSR)
377. strelska divizija (izvirno rusko 377. стрелковая дивизия; kratica 377. SD) je bila strelska divizija Rdeče armade v času druge svetovne vojne.

## Zgodovina
Divizija je bila ustanovljena septembra 1941 v Čerbarkulu.